# Parque estatal Monte San Jacinto

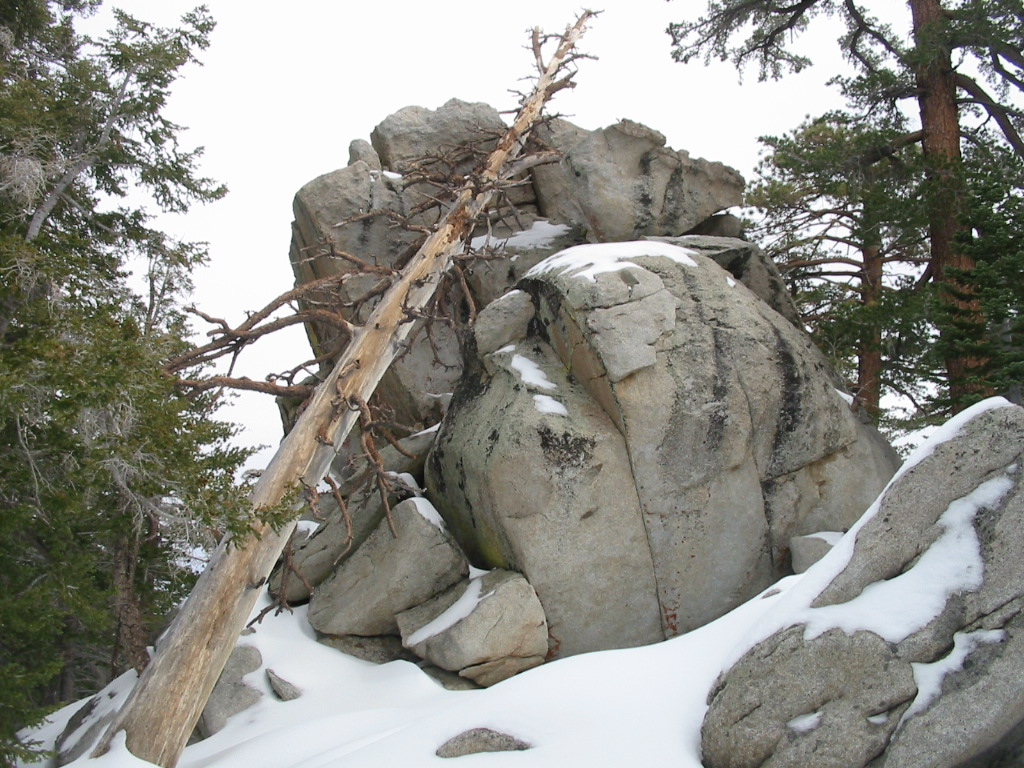
Fotografía de árboles y rocas en el sendero Round Valley dentro del Parque Estatal Mount San Jacinto, California.

El parque estatal Monte San Jacinto está ubicado en la Sierra de San Jacinto, del sistema de Sierras Peninsular, en Condado de Riverside, California, Estados Unidos. La mayoría del parque está dentro de la Monumento Nacional de las Montañas Santa Rosa y San Jacinto.  El parque está cerca del Gran Los Ángeles y del Área Metropolitana de San Diego.

## Geografía
El Parque Estatal Monte San Jacinto abarca la cumbre de granito erosionado del Monte San Jacinto, que con 3288 m s. n. m. es la segunda cumbre y cordillera más alta del Sur de California. Es accesible desde el Teleférico de Palm Springs y yace en el Sendero Macizo del Pacífico.
El Pico Newton B. Drury, dentro del Parque Estatal Monte San Jacinto, fue llamado así por el cuarto director del Servicio de Parques Nacionales de los Estados Unidos, quien fue también un dirigente por un plazo largo de La Liga de Protección de las Secuoyas.

## Crisis presupuestaria Estatal de 2011
El parque estatal era uno de 48 parques estatales propuestos para clausura en enero de 2008 por el entonces gobernador Arnold Schwarzenegger como parte de un programa de reducción de déficit estatal. Durante la crisis presupuestaria de California del periodo 2008-2010, la legislatura consideró el financiamiento del sistema de parques estatales, operaciones y clausuras. Por 2011, la legislatura y el gobernador Jerry Brown promulgaron el proyecto de ley 95 en marzo, el cual cerró el parque temporalmente por unos días.